# Anne Onken
Anne Onken (* 5. Juni 1977 in Oldenburg), auch als Anne Adams bekannt, ist eine deutsche Radiomoderatorin.

## Leben
Anne Onken wurde als Tochter eines Pfarrers in Oldenburg-Ofenerdiek geboren. Schon als Kind machte sie gerne Dialekte nach. Ihre Schulzeit verbrachte sie unter anderem am Alten Gymnasium Oldenburg. Ihre erste erfolgreiche Radiosendung war Die Pisa-Polizei bei N-Joy und SWR 3. Als Sergeant Onken konfrontiert sie Schüler in Straßeninterviews mit banalen und kniffligen Pisa-Fragen aus allen möglichen Wissensgebieten.
2005 übernahm sie in der Gerd-Show die Stimmenimitation der CDU-Politikerin Angela Merkel. Die erfolgreiche Zusammenarbeit mit Elmar Brandt (Stimmenimitator von Gerhard Schröder) erreichte mit dem Lied Im Wahlkampf vor mir liegt ein Zonenmädchen Platz 25 der Deutschen Charts.
Kurz vor der Bundestagswahl 2005 zeichnete der Fernsehsender Sat.1 kurze Spots mit Onken und Brandt auf. 
Im Oktober 2005 wurde die Gerd-Show von einer neuen Comedy abgelöst: Angela … Schicksalsjahre einer Kanzlerin – Eine Frau geht seinen Weg. Seit Januar 2007 wird diese Reihe bundesweit unter dem Titel Supermerkel ausgestrahlt. Wie die Gerd-Show wird auch diese Episodenreihe von Elmar Brandt und Peter Burtz produziert. Die Stimme von Supermerkel wird von Anne Onken gesprochen.
Sowohl die Pisa Polizei als auch Supermerkel werden ebenfalls als Podcast veröffentlicht.